# Sybille Reinhardt
Sybille Reinhardt (n. 20 octombrie 1957, Pirna, Saxonia, Germania) este o canotoare ce a reprezentat Republica Democrată Germană, medaliată olimpică. A participat la o ediție a Jocurilor Olimpice (1980) în care a câștigat o medalie de aur.

## Participări
Lista de mai jos prezintă principalele competiții la care a participat Sybille Reinhardt de-a lungul carierei.
- rowing at the 1980 Summer Olympics – women's quadruple sculls[*][5]